# Yopal
Yopal è un comune della Colombia, capoluogo del Dipartimento di Casanare. È localizzato a 387 km da Bogotà.
L'abitato venne fondato da Elias Granados nel 1915